# Eugnophomyia flagrans
Eugnophomyia flagrans là một loài ruồi trong họ Limoniidae. Chúng phân bố ở vùng Tân nhiệt đới.